# Austrian Internet-Monitor
Der AIM - Austrian Internet Monitor-Consumer ist eine Studie, die quartalsweise erscheint und einen Einblick in das Nutzungsverhalten der österreichischen Bevölkerung, auf der Basis von 12.000 Interviews pro Jahr (3.000 pro Quartal), gibt. Die Studie wird vom österreichischen Marktforschungsinstitut Integral repräsentativ für die österreichische Bevölkerung ab 14 Jahren durchgeführt.
Der AIM-B - Austrian Internet Monitor Business gewährt unterdessen umfassende Einblicke in die Internet- und Telekommunikationsnutzung österreichischer Unternehmen.

## Allgemeines
Der AIM beobachtet den PC- und Internetmarkt, die private und berufliche Internetnutzung, den Besuch von Websites sowie den Mobilfunkmarkt.
Die Untersuchung ist als Multiclient-Studie konzipiert, wodurch sich die Kosten der Studie zwischen allen Kunden des AIM aufteilen.

## Geschichte
Die Studie wurde 1996 erstmals durchgeführt, in einer Zeit, als die Internetnutzung innerhalb der Bevölkerung noch sehr gering und weitgehend Pionieren vorbehalten war. Anhand der mittlerweile mehr als 10-jährigen Zeitreihen lässt sich die dynamische Entwicklung der Internetnutzung bis zum heutigen Tag nachverfolgen.
Die Evolution des Internets stand und steht im Zentrum der Betrachtung. Der Markt hatte aber zusehends neue Aspekte zu bieten, die vom AIM kontinuierlich gemessen werden: Von speziellen Nutzungsmöglichkeiten wie E-Commerce oder Online-Banking über das Wachstum des Mobilfunkmarktes einschließlich des Trends der mobilen Internetnutzung bis hin zur zunehmend aktiveren Internetnutzung unter dem Stichwort Web 2.0.

## Methode
Die Erhebung erfolgt telefonisch mittels Computer Assisted Telephone Interview auf Basis von 3.000 Interviews pro Quartal, repräsentativ für die österreichische Bevölkerung ab 14 Jahren.
Als Grundgesamtheit gilt die Gesamtzahl aller Personen ab 14 Jahren, die im Bundesgebiet in einem Privathaushalt leben. Ausgeschlossen werden somit Bewohner von Anstalten im weitesten Sinn. Ausgehend von der Volkszählung 2001 wird anhand des von der Statistik Austria durchgeführten Mikrozensus die Grundgesamtheit für die repräsentativen Personen- und Haushaltsstichproben errechnet.

## Inhalte
Der AIM ist ein kontinuierliches Beobachtungsinstrument für den PC- und Internet-Markt, die private und berufliche Internetnutzung, den Besuch von Homepages und für den Handymarkt. Zusätzlich zu den Basisfragen, die in allen 12.000 Interviews gestellt werden, werden pro Quartal bestimmte Schwerpunkte gesetzt:
im 1. Quartal:	Vertiefende Fragen zur Haushaltsausstattung und Art der Internetnutzung
im 2. Quartal: 	Internetprovider: Erwartungen, Zufriedenheit, Loyalität
im 3. Quartal: 	Details zu Onlineshopping, E-Commerce
im 4. Quartal: 	Details zu mobilen Datendiensten, M-Commerce		

## Weitere österreichische Mediennutzungsstudien
- Internet – Österreichische Web-Analyse (ÖWA) / Austrian Internet Radar (AIR)
- Fernsehen – TELETEST
- Print – Österreichische Media-Analyse / Regioprint
- Radio – Radiotest

## Weblink
- https://www.integral.co.at//de/aim/ Austrian Internet Monitor